# Razarači klase Tachikaze
Klasa Tachikaze je klasa japanskih razarača naoružanih vođenim projektilima. Klasa je nasljednik prvog japanskog razarača s vođenim projektilima JDS Amatsukaze (DDG-163). Klasu čine 3 razarača izgrađenih u razdoblju od 1973. do 1983. godine. Dva broda su povučena iz uporabe, dok je jedan još uvijek u operativnoj uporabi japanske mornarice. Klasu Tachikaze naslijedili su razarači klase Hatakaze.
| Tvornički broj | Oznaka  | Naziv     | Kobilica položena | Stavljen u uporabu | Povučen            | Matična luka                                    |
| -------------- | ------- | --------- | ----------------- | ------------------ | ------------------ | ----------------------------------------------- |
| 2308           | DDG-168 | Tachikaze | 19. lipnja 1973.  | 26. ožujka 1976.   | 15. siječnja 2007. | Sasebo (1976. – 1995.) Yokosuka (1995. – 2007.) |
| 2309           | DDG-169 | Asakaze   | 27. svibnja 1976. | 27. ožujka 1979.   | 12. ožujka 2008.   | Yokosuka (1979-1995) Sasebo (1995-2008)         |
| 2310           | DDG-170 | Sawakaze  | 14. rujna 1979.   | 30. ožujka 1983.   | -                  | Sasebo (1983-2007) Yokosuka (2007-)             |

## Vanjske poveznice
- Globalsecurity.org - klasa Tachikaze